# Serjania flaviflora
Serjania flaviflora är en kinesträdsväxtart som beskrevs av Ludwig Radlkofer. Serjania flaviflora ingår i släktet Serjania och familjen kinesträdsväxter. Inga underarter finns listade i Catalogue of Life.